# Траурный сорокопутовый личинкоед
Траурный сорокопутовый личинкоед (лат. Lalage melaschistos) — вид воробьиных птиц из семейства личинкоедовых (Campephagidae). Выделяют четыре подвида. Распространены в Азии. Ранее относили к роду Coracina. На основании молекулярно-филогенетическго исследования, опубликованного в 2010 году, переведён в род Lalage.

## Подвиды и распространение
Выделяют четыре подвида:
- Lalage melaschistos melaschistos (Hodgson, 1836) — от севера Пакистана до северо-востока Индии, севера и запада Мьянмы и юго-запада Китая
- Lalage melaschistos avensis (Blyth, 1852) — от юга центральной части Китая через восток Мьянмы до севера Таиланда, севера Лаоса и центра Вьетнама
- Lalage melaschistos intermedia (Hume, 1877) — центр и юго-восток Китая, Тайвань
- Lalage melaschistos saturate (Swinhoe, 1870) — северо-восток и центр Вьетнама и остров Хайнань

## Описание
Траурный сорокопутовый личинкоед достигает длины 19,5—24 см и массы от 35 до 42 г. Выражен половой диморфизм. Взрослые самцы в целом тёмно-железисто-серые со сланцевым отливом, немного бледнее на надхвостье и кроющих перьях хвоста. Область вокруг глаз, щёки и кроющие перья ушей чёрного цвета. Крылья чёрные с зелёным отливом, малые кроющие перья крыла тёмно-железисто-серые. Хвост длинный, ступенчатый; рулевые перья чёрные с белыми кончиками; кончики центральной пары перьев серые. Нижняя часть тела светлеет к брюху и кроющим перьям хвоста. Радужная оболочка от красно-коричневого до тёмно-коричневого цвета; клюв и ноги чёрные.
Самки похожи на самцов, но в целом бледнее, часто со слабыми тёмно- и бледно-серыми полосами на нижней части тела, включая брюхо; часто имеют прерывистое белое окологлазное кольцо и тонкие беловатые прожилки на щеках. Молодые особи сверху черновато-коричневые, снизу буровато-серые, густо испещрены белыми полосками по всему телу, верхние кроющие крыла и третьестепенные маховые перья с широким белым кончиком; неполовозрелые особи похожи на самок, но сильнее испещрены на нижней стороне тела, маховые перья с бледными кончиками и рулевые перья с беловатыми кончиками. Подвиды различаются по интенсивности окраски оперения: L. m. avensis бледнее номинанта; L. m. intermedia еще бледнее; L. m. saturate — самый мелкий и самый тёмный подвид.
Вокализация представлена серией из трёх или более пронзительных, нисходящих невнятных свистков, которым предшествуют несколько коротких, мягких низких нот. Описан также писк, похожий на писк хищной птицы. Позывки включают стрекотание, похожее на стрекотание сороки (Corvidae).

## Места обитания
Траурный сорокопутовый личинкоед населяет лиственные леса, а также широколиственные вечнозелёные леса, открытые леса, опушки, рощи и бамбуковые заросли; вне периода размножения встречается также в садах, заброшенных посевах, на открытых площадках и в лесных массивах. Гнездится на высотах 300—2450 м над уровнем моря; вне сезона размножения встречается на более низких высотах, а также на равнинах и в долинах.

## Биология
Траурный сорокопутовый личинкоед питается насекомыми, в основном гусеницами чешуекрылых (Lepidoptera), но также жуками (Coleoptera) и полужесткокрылыми (Hemiptera), а также некоторыми фруктами. Довольно активен и заметен; обычно добывает корм поодиночке или парами; часто присоединяется к смешанным группам кормящихся птиц. Собирает насекомых с листьев, обычно в пологе, но иногда и в подлеске.
Траурный сорокопутовый личинкоед гнездится в апреле—июле. Гнездо представляет собой очень маленькую чашечку из веточек, корешков, волокон, коры и лишайников, переплетенных паутиной; располагается на высоте 3—8 м над землей в развилке ветки. В кладке 2—4 яйца. Другой информации нет.
Для траурного сорокопутового личинкоеда характерны заметные сезонные перемещения, как в высотном, так и в широтном направлении. После размножения птицы спускаются на более низкие высоты в пределах ареала размножения, а также мигрируют на юг. Например, подвид L. m. intermedia мигрирует через Юньнань (Китай) и проводит зимние месяцы вместе с L. m. avensis, иногда также с L. m. saturata, в Юго-Восточной Азии. Отмечены залёты в Японию, Южную Корею и на Филиппины.

## Охранный статус
Международный союз охраны природы присвоил этому виду охранный статус «вызывающие наименьшие опасения» (LC). Хотя точная численность популяции не определена, этот вид довольно распространён в Индии, Бутане, Юго-Восточной Азии; но очень редкий и локально распространён в Пакистане. В Китае численность популяции оценивается в 10 000—100 000 гнездящихся пар.